# 道路橋示方書
道路橋示方書（どうろきょうしほうしょ）は、日本における橋や高架の道路等に関する技術基準である。国土交通省が定め、共通編・鋼橋編・コンクリート橋編・下部構造編および耐震設計編の5編で構成される。略して道示（どうし・どうじ）とも呼ばれる。
また、社団法人日本道路協会が、基準に解説を加えて「道路橋示方書・同解説」として発行している。

## 概要

### 本書の位置付け
日本の道路においては根幹となる法律として道路法があり、同法およびその関係政令である道路構造令は、橋および高架の道路の構造について以下のように定めている。
- 「橋その他政令で定める主要な工作物については、前項の規定による外、その構造強度について必要な技術的基準を政令で定めることができる。」（道路法第30条第2項）
- 「橋、高架の道路その他これらに類する構造の道路の構造の基準に関し必要な事項は、国土交通省令で定める。」（道路構造令第35条第4項）

本書はこれらの法令が示すところの「技術（的）基準」であり、国土交通省都市局長および道路局長より「橋、高架の道路等の技術基準」として通達されるものである。最新版は2017年（平成29年）に改訂が行われた。
一方、道路法はその適用範囲を高速自動車国道、一般国道、都道府県道および市町村道としており、道路法上の道路に該当しない林道や農道は含まれていないが、実用上の観点から本書が適用されている。

### 適用の範囲
本書の共通編・総則では本書の適用範囲を定めており、支間200m以下の橋の設計および施工をその対象範囲としている。したがって、それ以上の規模を有する橋については、本書の適用は原則としてできないが、諸処の条件を勘案し必要に応じた補正を行うことで、本書の準用を行うことができるとされている。
また、横断歩道橋については本書の適用範囲外であり、別途「立体横断施設技術基準」が国土交通省の技術基準として定められている。

## 構成

### 発刊時から平成24年改訂まで
本書は「道路橋示方書・同解説」として（社）日本道路協会より刊行され、以下の5編より構成される。
- I 共通編
  - 総則や設計に用いる荷重、使用する材料についての規程。
  - 支承や伸縮装置その他の付属物、橋の記録についての規程。
- II 鋼橋編
  - 橋桁などの上部構造が、主として鋼により構成される橋の規程を定めたもの。
  - 床版をコンクリート、橋桁を鋼とした合成桁も本編の対象である。
- III コンクリート橋編
  - 橋桁などの上部構造が、主としてコンクリートにより構成される橋の規程を定めたもの。
- IV 下部構造編
  - 橋台、橋脚、およびこれらの基礎構造に関する規程を定めたもの。
- V 耐震設計編
  - 地震時における橋の安全性を確保するための規程を定めたもの。

このうち、II鋼橋編・IIIコンクリート橋編・IV下部構造編の3編は、それぞれI共通編と合冊の形態を取っている。

### 平成29年改訂における構成見直し
大幅改訂が実施された平成29年度版では、構成が以下のとおり改められた。
- I 共通編
- II 鋼橋・鋼部材編
- III コンクリート橋・コンクリート部材編
- IV 下部構造編
- V 耐震設計編

これにともない、記述の一部が旧来と別の編に移動した。

### その他
また、入札制度改革により、日本以外の設計・施工会社の受注機会を均等化する目的で、英語版 (Specifications For Highway Bridges) も順次発刊されている。

## 歴史

### 本書の制定まで
日本における道路橋の基準の整備は、1886年（明治19年）に内務省土木局により「道路築造保存方法」が制定され、橋の設計に用いる車両の荷重が規定されたことに始まる。この時点では荷重が規定されたのみであり、橋の設計法そのものについての基準は整備されていなかった。その後、1923年（大正12年）に10万人の犠牲者を出す関東大震災が発生すると、構造物に対する基準類整備の必要性が高まり、1926年（大正15年）「道路構造に関する細則案」が制定された。同細則案は、道路橋の等級について一等橋から三等橋までの三種類に分類したほか、初めて橋の構造や設計方法、許容値などを規定した。道路全般の基準の一部に盛り込まれた形ではあるものの、道路橋示方書の原型が形作られたものと言える。
1939年（昭和14年）には、鋼橋の設計を対象とした「鋼道路橋設計示方書案」が制定された。道路橋は一等橋（国道）、二等橋（府県道）に分類され、それぞれ13t、9tの自動車荷重が与えられた。このとき制定された自動車の前輪と後輪の荷重比率を1:4とする規程は、今日の道路橋示方書でも踏襲されている。
第二次世界大戦後の1952年（昭和27年）新道路法が施行となった。これに伴い、道路橋は所管を建設省（現・国土交通省）に移すとともに、1956年（昭和31年）に「鋼道路橋設計示方書」が制定され、一等橋の自動車荷重は20tに引き上げられた。一方、1964年（昭和39年）にはコンクリート橋を対象とした「鉄筋コンクリート道路橋示方書」、下部構造を対象とした「杭基礎の設計指針」が相次いで制定され、さらに当時長大化が進んでいたプレストレスト・コンクリート橋（PC橋）を対象とした「プレストレストコンクリート道路橋示方書」が1968年（昭和43年）に制定されたことで、道路橋に関する基準類の骨子ができあがりつつあった。
しかしながら、橋という一つの分野において基準類が個別に整備されていることは適用上の不具合を生むことから、一つの体系として道路橋示方書に統合することとなった。1972年（昭和47年）には初めての道路橋示方書である「I 共通編・II 鋼橋編」が制定され、1978年（昭和53年）には「III コンクリート橋編」が、1980年（昭和55年）には「IV 下部構造編」「V 耐震設計編」が制定されたことで、現在の体系が形作られた。

### その後の改訂
本書の改訂は、技術の変遷や社会事情を考慮しおおむね7 - 8年ごとに行われるが、車両制限令の改訂や兵庫県南部地震などが相次いだ1990年代は、2 - 4年程度の短期間で改訂が繰り返された。
- 1990年（平成2年）- 橋梁技術の進歩、調査結果の反映。耐震設計手法として保有水平耐力法の導入。
- 1994年（平成6年）- 車両制限令改訂により、大型車の荷重を20tから25tへ。これに伴う荷重関係の改訂。旧来の一等橋、二等橋の区分を廃止し、活荷重（自動車荷重）をA活荷重（二等橋相当）、B活荷重（一等橋相当）に区分した。
- 1996年（平成8年）- 1995年に発生した兵庫県南部地震の甚大な被害を受け、耐震設計法およびこれに関する細目規程を全面改定。
- 2002年（平成14年）- 旧来の仕様規程から性能規程への移行。耐久性の確保を目的とした記述の追加。
- 2012年（平成24年）- 設計段階における維持管理への配慮、2011年に発生した東北地方太平洋沖地震の被災を踏まえた見直し、近年の知見に基づく改定等。
- 2017年（平成29年）- 安全性や性能に対しきめ細やかな設計が可能な設計手法を導入した大幅改訂。また、設計供用期間の標準を100年としてその間適切な維持管理を行うことを規定。